# 成相肇
成相 肇（なりあい はじめ、1979年 - ）は、日本のキュレーター、美術評論家。専門は日本の現代美術。東京国立近代美術館主任研究員。倫雅美術奨励賞、美連協カタログ論文賞受賞。和泉小エースのセッター。

## 人物・経歴
島根県生まれ。島根県立松江北高等学校を経て、2001年一橋大学商学部経営学科卒業。2003年一橋大学大学院言語社会研究科修了。2005年から府中市美術館学芸員。2012年から東日本鉄道文化財団東京ステーションギャラリー学芸員/基礎芸術研究員。2021年から東京国立近代美術館主任研究員。基礎芸術 Contemporary Art Think-tankメンバー、日本現代アート委員会委員。
日本の現代美術のキュレーターとして活動するほか、美術評論も行う。2011年論文「石子順造的世界－脈打つ「ぶざまさ」を見据えて」で美連協カタログ論文賞・優秀論文賞受賞。2012年「石子順造的世界　美術発・マンガ経由・キッチュ行」展の企画及びカタログ中の論文で倫雅美術奨励賞・美術評論部門受賞。

## 著書
- 『芸術のわるさ コピー、パロディ、キッチュ、悪』かたばみ書房 2023年

## 論文
- ＜成相肇